# Ioan Popescu-Cilieni
Ioan Popescu-Cilieni (n. 4 noiembrie 1906, Cilieni, Romanați – d. 4 noiembrie 1956, Craiova) a fost un valoros om de cultură și cercetător al documentelor istorice referitoare la biserica din Oltenia.

## Opera
Ioan Popescu-Cilieni și-a făcut debutul de scriitor în lucrări teologice. În timp, se remarcă prin lucrări din istoria bisericii din Oltenia, printre altele: „Documente oltenești felurite” (1938), „Documente oltenești” (1939), „Documentele neamului Sâmboteanu” (1940), „Biserica Sf. Dumitru - Catedrala mitropolitană din Craiova” (1941), „Biserici, târguri și fapte din jud. Vâlcea” (1941), „Pe firul istoric al Mitropoliei Olteniei” (1941), „Vechile proprietăți ale Episcopiei Râmnicului, în Craiova și București” (1942), „Patriarhul Avramie al Ierusalimului și legăturile lui cu Țările Române” (1942), „O veche catagrafie a Episcopiei Râmnicului” (1943), „Cunoașterea și prețuirea monumentelor noastre istorice” (1943), „Știri referitoare la Mănăstirea Surpatele din jud. Vâlcea” (1944), „Știri noi despre Biserica Domnească din Târgu-Jiu” (1944), „Învelișurile vechilor noastre biserici” (1945), „Contribuțiuni la istoria învățământului din Oltenia în anul 1848” (1948).